# Michotamia vulpina
Michotamia vulpina là một loài ruồi trong họ Asilidae. Michotamia vulpina được Bigot miêu tả năm 1875. Loài này phân bố ở miền Ấn Độ - Mã Lai.